# 地獄のロック・ライダーII〜地獄への帰還
『地獄のロック・ライダーII〜地獄への帰還』（原題：Bat Out of Hell II: Back into Hell）は、アメリカ合衆国のロック歌手ミートローフが1993年に発表したスタジオ・アルバム。7年振りのスタジオ・アルバムで、1977年に発表されたアルバム『地獄のロック・ライダー』の続編に当たる作品。アメリカやヨーロッパ等で大ヒットを記録しており、『ビルボード』1999年12月25日号によれば、1990年代のアメリカで87番目の売り上げを記録したアルバムである。

## 背景
ミートローフのアルバム『デッド・リンガー』（1981年）がリリースされた後、ミートローフに多くの楽曲を提供していたジム・スタインマンは、ミートローフ及び当時の所属レーベルのエピック・レコードに対して訴訟を起こし、両者の間に不和が生じた。しかし、ミートローフとスタインマンは、本作で再び共同作業を行った。
スタインマンは、本作では全曲の作詞・作曲に加えてプロデューサーも務め、ロイ・ビタンとスティーヴン・リンコフが共同プロデューサーとしてクレジットされた。1977年のアルバム『地獄のロック・ライダー』をプロデュースしたトッド・ラングレンは、今回はボーカル・アレンジやバッキング・ボーカルで参加した。
北米ではMCAレコード、ヨーロッパではヴァージン・レコードからリリースされ、日本では当時ヴァージンの日本盤発売元となっていた東芝EMIから発売された。

## 反響・評価
アメリカではBillboard 200で自身初の1位獲得を果たし、1993年12月にはRIAAによってトリプル・プラチナに認定され、1995年4月には5×プラチナに達している。本作からのシングルは3曲が全米トップ40ヒットとなり、「愛にすべてを捧ぐ」はBillboard Hot 100で1位、「ロックンロール・ドリームス」は13位、「バック・ミラーに映るオブジェクト達」は38位に達した。また、ミートローフは「愛にすべてを捧ぐ」でグラミー賞最優秀男性ロック・ボーカル・パフォーマンス賞を受賞し、自身初のグラミー受賞を果たした。
全英アルバムチャートでは『デッド・リンガー』（1981年）以来の1位獲得を果たし、1993年9月から12月にかけて、途中でニルヴァーナ、ペット・ショップ・ボーイズ、テイク・ザット、フィル・コリンズに1位を奪われながらも合計11週にわたり1位を記録した。
音楽評論家のStephen Thomas Erlewineはオールミュージックにおいて「アレンジから曲の長さに至るまで、このアルバムはすべてにおいて大げさ」としながらも「それがまさにこのアルバムのポイント」と評し、更に「オリジナルの継承者にふさわしい」と評している。

## 収録曲
全曲ともジム・スタインマン作。
1. 愛にすべてを捧ぐ - "I'd Do Anything for Love (But I Won't Do That)" – 11:59
2. ひどい人生だ、金返せ! - "Life Is a Lemon and I Want My Money Back" – 7:58
3. ロックンロール・ドリームス - "Rock and Roll Dreams Come Through" – 5:49
4. もう誰にも止められない - "It Just Won't Quit" – 7:19
5. 焼け焦げたフライパンの中から（そして炎の中へ） - "Out of the Frying Pan (And into the Fire)" – 7:21
6. バック・ミラーに映るオブジェクト達 - "Objects in the Rear View Mirror May Appear Closer Than They Are" – 10:15
7. 無為の輩 - "Wasted Youth" – 2:41
8. 何よりも高らかに - "Everything Louder Than Everything Else" – 7:59
9. お嬢ちゃんは天国に（不良少女はどこへだって行ける） - "Good Girls Go to Heaven (Bad Girls Go Everywhere)" – 6:53
10. 地獄への帰還 - "Back into Hell" – 2:45
11. さまよえる少年達と輝ける少女達 - "Lost Boys and Golden Girls" – 4:28

## 参加ミュージシャン
- ミートローフ - ボーカル、バッキング・ボーカル、アレンジ
- ジム・スタインマン - バッキング・ボーカル (#2)、ボイス (#7)、アレンジ
- トッド・ラングレン - バッキング・ボーカル (#1, #2, #3, #4, #5, #6, #8, #9)、ボーカル・アレンジ
- エディ・マルチネス - ギター (#1, #2,#6, #8, #9)
- ティム・ピアース - ギター (#1, #2, #3, #4, #5)
- パット・スロール - ギター (#4, #5)
- ロイ・ビタン - ピアノ (#1, #3, #4, #5)、キーボード ( #2, #3, #4, #5)
- ビル・ペイン - ピアノ (#6, #8, #11)
- ジェフ・ボヴァ - シンセサイザー (#1, #3, #4, #5, #6, #8, #9, #11)、オルガン (#8)、すべての楽器 (#10)、プログラミング
- スティーヴ・バスロウ - ベース (#1, #2, #3, #4, #5, #6, #8)
- ケニー・アロノフ - ドラムス (#1, #2, #3, #4, #5)
- リック・マロッタ - ドラムス (#6, #8)
- ジミー・ブラロウワー - ドラムス (#9)
- ブライアン・ミーガー - バグパイプ (#8)、ドラムス (#8)
- ブライアン・ミーガー・ジュニア - バグパイプ (#8)、ドラムス (#8)
- ジャスティン・ミーガー - バグパイプ (#8)、ドラムス (#8)
- レニー・ピケット - サクソフォーン (#3, #9)
- ミセス・ラウド（ロレイン・クロスビー） - リード・ボーカル (#1)、バッキング・ボーカル (#8)
- カジム・サルトン - バッキング・ボーカル (#1, #2, #3, #4, #5, #6, #8, #9, #11)
- ロリー・ドッド - バッキング・ボーカル (#1, #2, #3, #4, #5, #6, #9, #11)
- エイミー・ゴフ - バッキング・ボーカル (#2, #9)
- エレイン・ゴフ - バッキング・ボーカル (#2, #9)
- ガナー・ネルソン - バッキング・ボーカル (#2)
- マシュー・ネルソン - バッキング・ボーカル (#2)
- ブレット・カレン - バッキング・ボーカル (#2)
- シンシア・ギーリー - バッキング・ボーカル (#2)
- ミシェル・リトル - バッキング・ボーカル (#2)
- ロバート・コロン - バッキング・ボーカル (#2)
- マックス・ハスケット - バッキング・ボーカル (#6, #8)
- カーティス・キング - バッキング・ボーカル (#9)
- エリック・トロイヤー - バッキング・ボーカル (#11)
- エレン・フォーリー - アディショナル・ボーカル (#6)